# レギオナルリーガ・ノルトオスト
レギオナルリーガ・ノルトオスト（独: Fußball-Regionalliga Nordost）は、ドイツ・ブランデンブルク、ベルリン、メクレンブルク＝フォアポンメルン、ザクセン＝アンハルト、テューリンゲン、ザクセンの各州におけるアマチュアサッカーリーグである。

## 歴史
1994年、ドイツの2. ブンデスリーガの3番目のリーグとして創設。
2000年、北部と南部の2ブロック制のためレギオナルリーガ・ノルトオストを廃止。
2012年、3. リーガの4番目となった再びレギオナルリーガ・ノルトオストが再編。

## 所属クラブ
2024-25シーズン
| クラブ （原語表記）                                                                                     | ホームタウン                                                 | ホームスタジアム （ホームゲーム開催予定のスタジアム）                                                       | 収容人数 | 前年度成績                          |
| --- | ------------------------------------------------------------ | --- | -------- | ----------------------------------- |
| ハレシャーFC （Hallescher Fußballclub e.V.）                                                            | ハレ (ザーレ)                                                | ロイナ・ケミー・シュタディオン                                                                              | 15,057   | 3. リーガ17位                       |
| グライフスヴァルダーFC （Greifswalder FC e.V.）                                                         | グライフスヴァルト                                           | フォルクスシュタディオン・グライフスヴァルト                                                                | 4,990    | 2位                                 |
| FCヴィクトリア1889ベルリン （Fußballclub Viktoria 1889 Berlin Lichterfelde-Tempelhof e.V.）             | ベルリンシュテーグリッツ＝ツェーレンドルフ区リヒターフェルデ | シュタディオン・リヒターフェルデ                                                                            | 4,300    | 3位                                 |
| ベルリナーFCディナモ （Berliner Fussball Club Dynamo e.V.）                                             | ベルリンリヒテンベルク区アルト＝ホーエンシェンハウゼン       | シュタディオン・イム・シュポルトフォールム                                                                  | 7,800    | 4位                                 |
| SVバーベルスベルク03 （Sportverein Babelsberg 03 e.V.）                                                 | ポツダムバーベルスベルク地区                                 | カール＝リープクネヒト＝シュタディオン                                                                      | 10,787   | 5位                                 |
| VSGアルトグリーニッケ （Volkssport Gemeinschaft Altglienicke e.V.）                                     | ベルリントレプトウ＝ケーペニック区アルトグリーニッケ         | フリードリヒ・ルートヴィヒ・ヤーン運動公園                                                                  | 19,708   | 6位                                 |
| FCカール・ツァイス・イェーナ （Fußballclub Carl Zeiss Jena e.V.）                                       | イェーナ                                                     | エルンスト＝アッベ＝シュポルトフェルト                                                                      | 12,990   | 7位                                 |
| BSGヒェミー・ライプツィヒ （Betriebssportgemeinschaft Chemie Leipzig e.V.）                             | ライプツィヒ                                                 | アルフレート＝クンツェ＝シュポルトパルク                                                                    | 4,999    | 8位                                 |
| ケムニッツァーFC （Chemnitzer Fußballclub e.V.）                                                        | ケムニッツ                                                   | シュタディオン・アン・デア・ゲラートシュトラーセ                                                            | 15,000   | 9位                                 |
| 1.FCロコモティヴェ・ライプツィヒ （1. Fußballclub Lokomotive Leipzig, Verein für Bewegungsspiele e.V.） | ライプツィヒ                                                 | ブルーノ＝プラヘ＝シュタディオン                                                                            | 15,600   | 10位                                |
| ZFCモイゼルヴィッツ （Zipsendorfer Fußballclub Meuselwitz e.V.）                                        | モイゼルヴィッツ                                             | ブルーチップ＝アレーナ                                                                                      | 5,260    | 11位                                |
| FSVツヴィッカウ （Fußball-Sport-Verein Zwickau e.V.）                                                   | ツヴィッカウ                                                 | GGZ-アレーナ                                                                                                | 10,134   | 12位                                |
| FCロート＝ヴァイス・エアフルト （Fußballclub Rot-Weiß Erfurt e.V.）                                     | エアフルト                                                   | シュタイガーヴァルトシュタディオン・プレゼンティーアト・ フォン・デア・メーディアングルッペ・テューリンゲン | 18,599   | 13位                                |
| ヘルタ・ベルリンII （Hertha, Berliner Sport-Club e.V. II）                                              | ベルリン                                                     | シュタディオン・アウフ・デム・ヴルフプラッツ                                                                | 5,400    | 14位                                |
| FSV 63ルッケンヴァルデ （Fussballsportverein 63 Luckenwalde e.V.）                                      | ルッケンヴァルデ                                             | ヴェルナー＝ゼーレンビンダー＝シュタディオン                                                                | 3,000    | 15位                                |
| FCアイレンブルク （Fußballclub Eilenburg e.V.）                                                         | アイレンブルク                                               | イルブルク＝シュタディオン                                                                                  | 5,600    | 16位                                |
| FCヘルタ03ゼーレンドルフ （Fußball-Club Hertha 03 Zehlendorf e. V.）                                    | ゼーレンドルフ                                               | エルンスト＝ロイター＝シュタディオン                                                                        | 4,500    | オーバーリーガ・ノルトオスト北部1位 |
| VFCプラウエン （Vogtländischer Fußballclub Plauen e. V.）                                               | プラウエン                                                   | フォクトランドシュタディオン                                                                                | 10,500   | オーバーリーガ・ノルトオスト南部2位 |

## 歴代優勝クラブ
- 2012-13：RBライプツィヒ
- 2013-14：TSGノイシュトレーリッツ（ドイツ語版）
- 2014-15：1.FCマクデブルク
- 2015-16：FSVツヴィッカウ
- 2016-17：FCカール・ツァイス・イェーナ
- 2017-18：エネルギー・コットブス
- 2018-19：ケムニッツァーFC
- 2019-20：1.FCロコモティヴェ・ライプツィヒ
- 2020-21：FCヴィクトリア1889ベルリン[6]
- 2021-22：ベルリナーFCディナモ
- 2022-23：エネルギー・コットブス
- 2023-24：エネルギー・コットブス